# 韶山7B型电力机车
韶山7B型电力机车（SS7B），是中国铁路使用的重载货运电力机车车型之一，属于25吨轴重实验性车型，由大同机车厂于1997年研制成功，仅试制两台。

## 发展史

### 背景
1990年代初，随着中国铁路运输的发展，货物列车的重量也不断提高，中华人民共和国铁道部于1993年对《铁路主要技术政策》进行了修订，要求“繁忙干线上旅客列车的最高时速140公里，货物列车最高时速90公里”，“货运电力、内燃机车的最大轴重增加到25吨”，1995年12月又发布了《铁路科技发展“九五”计划和2010年长期规划纲要》，要求在2000年前在京沪、京广、京哈、陇海等主要干线率先开行5000吨级重载货物列车，以提高货运列车牵引重量和速度。为发展重载货运干线机车，中国铁道部于1996年正式立项对25吨轴重的货运电力机车、柴油机车进行研究和试制。
按照铁道部的要求，中国铁路机车车辆工业总公司旗下的多家机车制造厂于第九个五年计划（1996年—2000年）期间，成功研制了一系列25吨轴重的货运机车，包括戚墅堰机车车辆厂的东风8B型柴油机车、北京二七机车厂的东风7E型柴油机车、株洲电力机车厂的韶山4C型电力机车、以及大同机车厂的韶山7B型电力机车。

### 研制
韶山7B型电力机车是以韶山7型机车为基础试制的25吨轴重干线货运用电力机车。根据铁道部下达的设计任务书，大同机车厂于1996年完成机车技术设计；1997年12月试制了两台韶山7B型机车。1998年3月，两台机车配属昆明铁路局昆明机务段，开始在南昆铁路进行10万公里运用考核试验，担当昆明至威舍间的货运牵引任务。完成运行考核后，韶山7B型电力机车于1999年6月先后赴铁道部科学研究院北京环形铁道、同蒲铁路大同至太原区段，由铁道部产品质量监督检验中心负责进行型式试验和动力学性能试验。完成所有试验项目后，两台韶山7B型电力机车配属昆明机务段投入南昆铁路运用；至2003年，机车返回大同厂进行大修之后改配属柳州铁路局（今南宁铁路局）南宁机务段。2002年1月，韶山7B型电力机车通过部级科技成果鉴定。
但受到当时中国铁路技术政策影响，且受制于当时的线路条件，25吨轴重电力机车未能获得进一步推广使用。中国首批四种25吨轴重机车之中，除了东风8B型柴油机车成功投产，包括韶山7B型电力机车在内的其余三种车型，各试制两台后均未能批量生产。

## 技术特点

### 总体布置
韶山7B型电力机车是六轴干线重载货运电力机车。车体结构与韶山7型机车大致相同，采用了框架式整体承载结构，总体布置沿用为双侧走廊、两端司机室；主要电器设备以机车最重设备主变压器为中央，其他设备分平面斜对称布置为主，有利于重量平衡；车顶两端司机室之后各装一台TSG3型单臂式受电弓；车顶中部装一台主断路器。为了使机车达合同规定的轴重25吨、总重150吨，机车上设置了十块总重约12吨的配重压铁，其中可以卸除的六块压铁总重11吨。机车可根据需要取消压铁，改成轴重23吨、总重139吨的机车。
车内电气设备借鉴了8K型机车的布置方式，实现屏柜化、单元化。由于韶山7B型电力机车采用Bo-Bo-Bo轴式转向架，使主变压器只能安装在车体内，为了进一步减少所占空间，因此将平波电抗器、功率因数补偿电抗器、高压电流互感器等全部装在变压器内，共用冷却油箱，组成为组合式变压器，并卧放在车体中部。通风系统采用车体通风方式，侧墙竖式百叶窗是车内设备通风冷却的进风窗口，经过通风支路向牵引电动机、整流装置、变压器、制动电阻等设备冷却。

### 机车主电路
韶山7B型电力机车是交—直流电传动的单相工频交流电力机车，机车主电路与韶山7型机车大致相同，采用晶闸管两段串联相控整流桥调压方式，由一段半控整流桥和一段全控整流桥组成，牵引时实现相控无级调速特性控制，而使用再生制动时全控挢变为逆变装置，半控桥作为励磁电源装置。为简化电路，中间转向架上的两台牵引电动机分属前后两组，机车牵引时向两组各三台牵引电动机并联供电，有利于充分发挥粘着、防止发生空转；此外，每调压整流电路还有一段励磁半控桥给三台串联的电机他励绕组供电。由于采用了复励牵引电机，因此只要平滑减少他励电流，就能够实现无级磁场削弱，并实现机车恒功速度范围达到44～80公里/小时。
机车主电路并带有功率因数补偿装置，兼作三次谐波滤波器，机车在50～100%功率范围内功率因数均可大于0.9。机车设有再生制动，轮周制动功率4000千瓦。由于韶山7B型电力机车为货运机车，因此将列车供电装置取消，但仍保留主变压器内的供电绕组，以便恢复为23吨轴重机车时使用。而高压、低压电气柜也改善了电路布线，令制造、检修更方便。

### 转向架
机车走行部为三台二轴转向架，与韶山7型机车基本相同。机车轴式Bo-Bo-Bo，机车固定轴距较短，曲线通过性能好。三台转向架各自独立，中间转向架与两端转向架的区别在于增加了横向位移的横动装置。机车采用Z型低牵引拉杆牵引装置，车体上有六个牵引拉杆座，通过六根牵引拉杆分别与三台转向架呈“Z”形联接，两端转向架牵引点交于轨面以下10毫米，并能够灵活调节。一系悬挂采用轴箱螺旋弹簧和橡胶垫加油压减震器的独立悬挂结构；二系悬挂采用螺旋弹簧系统、橡胶元件和油压减震器的组合，中间转向架并设有滚子轴承。而基础制动装置改为单侧制动独立单元制动器，停车制动改为手制动装置。
每台转向架装有两台由永济电机制造的ZD111型复励脉流牵引电动机，为六极、中电压、带有补偿绕组、全H级绝缘、全叠片机座的脉流电动机，持续功率800千瓦。牵引电机采用滚动轴承抱轴悬挂结构、单边直齿传动。

## 重大事故
2005年3月17日凌晨2时30分，柳州铁路局南宁机务段的韶山7B型0001号机车，牵引45224次空油罐列车（编组57辆，总重4471吨）经由南昆铁路运行，运行至汪甸至田丁间K255+200处时，因铁路左侧山体突然滑坡，导致机车及机后第15、16位车辆脱轨，机后第1～14位车辆颠覆，中断正线行车28小时；机车报废1台，车辆报废13辆、大破3辆、小破1辆；直接经济损失约480万元人民币。